# Castelvecchio Subequo
Castelvecchio Subequo är en ort och kommun i provinsen L'Aquila i regionen Abruzzo i Italien. Kommunen hade 908 invånare (2018).